# 大門一男
大門 一男（おおかど かずお、1909年9月1日 - 1974年2月24日）は、日本の翻訳家。
東京生まれ。東宝に勤務しPR誌『エスエス』を編集、大久保康雄のすすめで翻訳を始め、1940年六興商事に出版部（のちの六興出版）を設ける。
英米の推理小説、ノンフィクションなどの翻訳をおこなった。

## 著書
- 『ぴんくコーナー』（藤田栄 名義、六興出版部） 1959

## 翻訳
- 『支那オレンヂの秘密』（The Chinese Orange Mystery、エラリイ・クヰーン、黒白書房） 1935
- 『西班牙岬の秘密』（The Spanish Cape Mystery、エラリイ・クヰーン、黒白書房） 1935
- 『廿日鼠と男たち』（Of Mice and Men、スタインベック、三笠書房） 1939 
『二十日鼠と人間』（新潮文庫）
- 『運命をつくる人』（クライド・ブリオン・デイヴィス(Clyde Brion Davis)、三笠書房） 1942
- 『気まぐれバス』（The Wayward Bus、スタインベック、六興出版社） 1951 のち角川文庫、新潮文庫
- 『赤色館の秘密』（The Red House Mystery、A・A・ミルン、新潮社） 1956 のち文庫
- 『古城のダイヤ』（フォークナー、講談社） 1956
- 『セントラル・パーク事件』（The Sunday Pigeon Murders、クレイグ・ライス、早川書房） 1957
- 『真珠』（The Pearl、スタインベック、角川文庫）　1957
- 『銀の指ぬき』（Thimble summer、エリザベス・エンライト、講談社、世界少女小説全集) 1958
- 『真実の問題』（A Matter of Fact、ハーバート・ブリーン 早川書房、世界探偵小説全集) 1958
- 『ハンクの高校時代』（アメリア・エリザベス・ウォールデン、秋元書房） 1959
- 『パディントン発4時50分』（4.50 from Paddington、アガサ・クリスティー、早川書房） 1960 のち文庫
- 『矢の家』（The House of the Arrow、A.E.W.メースン、新潮文庫） 1961
- 『針の孔』（The Eye of Needle、トマス・ウォルシュ、早川書房、世界ミステリシリーズ) 1962
- 『緑の死』（The Green Stone、スーザン・ブラン、早川書房、世界ミステリシリーズ） 1963
- 『二十世紀の石器人 ニューギニア・ダニ族の記録』（ピーター・マシースン、文芸春秋新社） 1964
- 『おおフロンティア 西部開拓史物語』（ルイ・ラムーア、暮しの手帖社） 1965
- 『わが家のクーヌー 都会で暮らした狼の記録』（ジェローム・ヘルムース、早川書房） 1966
- 『蒼い死闘』（The Blue Ice、ハモンド・イネス、講談社） 1967
『蒼い氷壁』 ハモンド・イネス 1972 (ハヤカワNV文庫)
- 『失なわれた虹とバラと』（The Rainbow and the Rose、ネイビル・シュート、講談社） 1968
- 『愚なる裏切り』（Run, Fool, Run、フランク・グルーバー、講談社、ウイークエンド・ブックス） 1968
- 『社長への道』（アメリカ経営者協会編、文芸春秋） 1970
- 『ロケット・ファイター』（Rocket fighter、M.ツィーグラー、文芸春秋、現代の冒険） 1970
- 『借家人』（The Tenant、ジョン・ギル、早川書房、ハヤカワ・ノヴェルズ） 1974
- 『地下道』（Crawlspace、ハーバート・リーバーマン、角川文庫） 1974
- 『上院議員』（The Senator、ドルー・ピアスン、早川書房、ハヤカワ・ノヴェルズ） 1976